# Menonvillea purpurea
Menonvillea purpurea là một loài thực vật có hoa trong họ Cải. Loài này được (Hastings) Rollins mô tả khoa học đầu tiên năm 1955.